# Belagerung von Hulst (1645)
Westeuropa

Oosterweel – Dahlen – Heiligerlee – Jemgum – Jodoigne – Le Quesnoy – Brielle – Mons – Goes – 1. Mechelen – Naarden – Middelburg – Haarlem – Alkmaar – Geertruidenberg – Leiden – Delft – Valkenburg – Mooker Heide – Schoonhoven – Zierikzee – 1. Antwerpen – Gembloux – Rijmenam – 1. Deventer – Borgerhout – 1. Maastricht – 2. Mechelen – 1. Steenwijk – Kollum – 1. Breda – Noordhorn – Niezijl – Lochem – Lier – Eindhoven – Steenbergen – Ghent – Aalst – 2. Antwerpen – IJsseloord – Empel – Boksum – 1. Grave – 1. Venlo – Axel – Neuss – 1. Rheinberg – Zutphen – 1. Sluis – 1. Bergen-op-Zoom – 2. Geertruidenberg – 2. Breda – 2. Zutphen – 2. Deventer – Delfzijl – Knodsenburg – 1. Hulst – Nijmegen – Rouen – Caudebec – 2. Steenwijk – 1. Coevorden – 3. Geertruidenberg – 2. Coevorden – Groningen – Huy – 1. Groenlo – Lippe – Calais – 2. Hulst – Turnhout – 2. Rheinberg – 1. Moers – 2. Groenlo – Bredevoort – Enschede – Ootmarsum – 1. Oldenzaal – 1. Lingen – 1. Schenckenschans – Zaltbommel – Rees – San Andreas – Nieuwpoort – 3. Rheinberg – Ostende – 1. 's-Hertogenbosch – 2. Grave – Hoogstraten – 3. Sluis
Zwölfjähriger Friede

2. Lingen – 3. Groenlo – Aachen – Jülich – 2. Bergen op Zoom – Fleurus – 3. Breda – 2. Oldenzaal – 4. Groenlo – 2. 's-Hertogenbosch – Slaak – 2. Maastricht – Leuven – 2. Schenkenschans – 4. Breda – 2. Venlo – Kallo – 3. Hulst
Europäische Gewässer

Vlissingen – Borsele – Haarlemmermeer – Zuiderzee – Schelde – Lillo – Ponta Delgada – Bayona Islands – Golf von Almería – 1. Cadiz – Azoren – Straße von Dover – 2. Sluis – 1. Kap St. Vincent – 1. Gibraltar – 2. Gibraltar – 2. Cadiz – Lizard Point – Dünkirchen – Calais – Downs – 2. Kap St. Vincent – 2. St. Martin
Amerika

Bahia – Matanzas – St. Martin – San Juan – Abrolhos – Pernambuco – Südchile
Ostindien

Playa Honda – 1. San Salvador – 2. San Salvador – La Naval de Manila – Puerto de Cavite

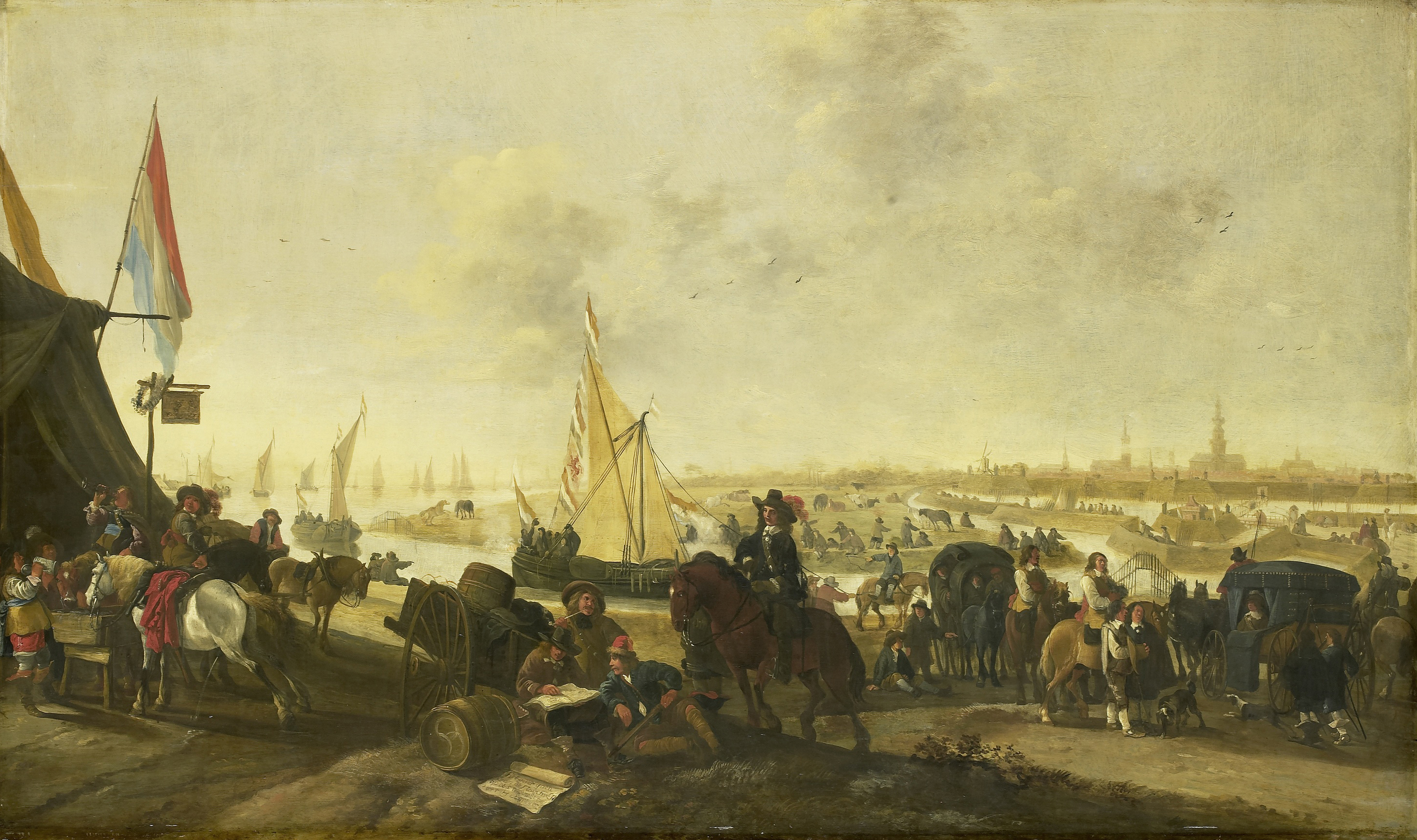
Die Eroberung von Hulst, 1645. Gemälde von Hendrick de Meijer

Die Belagerung von Hulst im Jahre 1645 war die letzte große Belagerung innerhalb des Achtzigjährigen Krieges, wobei die stark befestigte Stadt Hulst durch den Statthalter der Niederlande Friedrich Heinrich von Oranien von der Republik der Sieben Vereinigten Provinzen (auch Generalstaaten genannt) erfolgreich eingenommen wurde.
Fünf Jahre zuvor erfolgte durch Friedrich Heinrich bereits in der Schlacht bei Hulst ein Angriff auf die Festungen, welcher aber noch durch die Spanier abgewehrt werden konnte.
Ursprünglich verfügte der spanische Gouverneur Jacques de Haynin du Cornet nur über 600 Soldaten zur Verteidigung der Stadt, jedoch erhielt er rechtzeitig Verstärkung. Das spanische Heer verfügte dann über 2.500 Fußsoldaten und 250 Reiter. Das Heer der Generalstaaten bestand hingegen aus 12.500 Fußsoldaten und 2.500 Reiter, sowie 20 Kanonen.
Dieser Teil der Feldschlacht sollte zu Beginn ein Bestandteil des Vorrückens nach Antwerpen sein. Man wollte seitens der Republik der Sieben Vereinigten Provinzen die Schelde beherrschen. Hulst fiel mit der Belagerung in die Hand der Republik, aber Antwerpen wurde nicht mehr erobert.
Die Truppen der Generalstaaten, welche sich zu jener Zeit in der Nähe von Gent befanden, rückten nach und erreichten am 4. Oktober Stekene und eroberten einen Tag darauf Sint Jansteen, ein Ort südlich von Hulst (heute eingemeindet) ebenso wie die wichtigsten Befestigungsanlagen der Umgebung (Fort Moerschans, Fort Zandberg und Fort Nassau).

## Die Kämpfe
Die Schlacht um die Einnahme von Hulst erfolgte in zwei Phasen.

### Erste Phase: 7. Oktober bis zum 17. Oktober
Friedrich Heinrich befahl einen Angriff mit 4.500 Fußsoldaten zusammen mit fünf Kanonen auf die Ostseite der Stadt.
Als diese Einheit dort ankam, traf sie auf eine spanische Einheit von 1.500 Mann. Die Staaten gaben mehrere Kanonenschüsse ab, die 100 Spanier töteten. Danach wurden rasch die verbleibenden Truppen überrannt. In 10 Tagen verloren die Spanier 1.000 Soldaten, Friedrich Heinrich 400 Mann. Er hatte nun den östlichen Teil der Stadt in der Hand.

### Zweite Phase: 17. Oktober bis zum 4. November
Friedrich Heinrich ließ nun 1.000 Reiter zur Verstärkung der Angriffseinheit an die Front schicken. Sobald diese eintrafen, begann er einen Angriff auf das Stadtzentrum. Der spanische Anführer befahl im Gegenzug seiner Kavallerie einen Überraschungsangriff, um den gegnerischen Heerführer Friedrich Heinrich zu töten. Allerdings gerieten seine Reiter in eine Falle und wurden fast vollständig aufgerieben. Nach einer mehr als zweiwöchigen Kanonade erfolgte am 4. November die Kapitulation durch den spanischen Gouverneur.

## Übergabe
Während die spanische Garnison die Stadt verließ und die Truppen der Staaten in die Stadt strömten, wurden sie von den Spaniern angemessen begrüßt: mit Musik. Sie "maeckten soete accoorden daar onder wierden oock de Keteltrommels gheroert (etwa: „Sie machten solche Musik, darunter wurden auch Kesselpauken gehört“). 350 Wagen mit Gütern aus der Garnison verließen dann Hulst in Richtung Antwerpen.
Am 12. November fand ein Dankesgottesdienst in der Willibrordbasilika von Hulst statt. Die katholischen Bilderwerke wurden zuvor entfernt. Das Thema des Gottesdienstes war unter anderem: „De Heer is bekent geworden (Der Herr hat sich gezeigt); Hij heeft recht gedaen (Er hat recht getan); de godtloose is verstrickt in het werk zijner handen (sinngem.: der Gottlose ist befleckt mit seiner Hände Werk)“. Was mit diesen Gottlosen gemeint war, war klar: Es wurde fortan verkündet, dass die Gereformeerde Religion und keine andere in den Kirchen der Stadt praktiziert werden solle (Gereformeerde Religie ende geen andere in deselve stadt publickelijck sal werden geexcerceerd). Der katholische Gottesdienst wurde somit verboten und die Kirchen neu geweiht.
Die so geschaffene Situation wurde 1648 durch den Westfälischen Frieden bestätigt. In diesem Jahr erfolgte die endgültige Bestimmung der Grenze zwischen der Republik und den spanischen Niederlanden. Dies entsprach der heutigen belgisch-niederländischen Grenze.

## Verluste
Die Generalstaaten gingen aus der Belagerung mit weniger Verlusten als die Verteidiger heraus: Sie verloren 1.500 Fußsoldaten und 100 Reiter.
Auf der spanischen Seite starben 2.000 Soldaten und 225 Reiter. Der Rest, etwa 700 Männer, wurde gefangen genommen.